# Ordynski
Ordynski (del ruso: Ордынский) u Ordynka (Ордынка) es un jútor del raión de Temriuk del krai de Krasnodar del sur de Rusia. Está situado en la península de Tamán, en el delta del Kubán, entre los limanes Ordinski y Voiskovói, 21 km al nordeste de Temriuk y 109 km al oeste de Krasnodar, la capital del krai. No tenía población permanente en 2010.
Pertenece al municipio Kurchanskoye.